# RTAI
RTAI (Real Time Application Interface)는 실시간성을 구현하기 위한 리눅스의 확장이다. RTAI는 이탈리아 밀란 대학교 Dipartimento di Ingegneria Aerospaziale의 Paolo Mantegazza교수에 의해 개발이 시작되었다. 개발초부터 오픈소스 프로젝트로 시작되었다.